# 澎湖庁

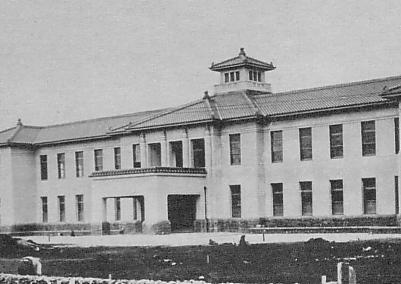
澎湖庁

1915年の澎湖庁の行政区画

澎湖庁（ほうこちょう）は、かつて台湾の地方行政区分だった五州三庁の一つで、現在の澎湖県にあたる。

## 人口
1941年台湾常住戸口統計より
- 総人口　6万9387人
  - 内訳
    - 内地人　3619人
    - 台湾人　6万5694人
    - その他　74人

## 行政区分
- 1945年当時

### 支庁・街庄
| 支庁     | 街庄   | 現在の行政区分 | 備考 |
| -------- | ------ | -------------- | ---- |
| 馬公支庁 | 馬公街 | 馬公市         |      |
| 馬公支庁 | 湖西庄 | 湖西郷         |      |
| 馬公支庁 | 白沙庄 | 白沙郷         |      |
| 馬公支庁 | 西嶼庄 | 西嶼郷         |      |
| 望安支庁 | 望安庄 | 望安郷         |      |
| 望安支庁 | 大嶼庄 | 七美郷         |      |

### （戦後）
- 澎湖庁は澎湖県となり、馬公支庁廃庁、同支庁管内の街庄は澎湖県の直接管轄となる
- 1946年6月望安支庁廃庁、同支庁管内の街庄は澎湖県の直接管轄となる

## 澎湖庁長

### 澎湖列島行政庁長官
- 田中綱常：1895年3月-1895年6月

### 澎湖島庁島司
- 宮内盛高：1895年6月-1896年9月
- 伊集院兼良：1896年9月-1897年5月

### 澎湖庁長
- 伊集院兼良：1897年5月-1897年10月
- 多田禎三郎：1897年10月-1898年2月
- 高津慎：1899年2月-1900年12月
- 淺田知定：1900年12月-1902年6月
- 小林三郎：1902年6月-1906年4月
- 脇本彬：1906年4月-1908年5月
- 横澤次郎：1908年5月-1908年6月
- 山田寅之助：1908年8月-1909年10月
- 横山虎次：1909年10月-1914年1月
- 澤井瀨平：1914年1月-1916年11月
- 相川茂郷：1916年11月-1919年5月
- 川中子安治郎：1919年5月-1920年9月

### 高雄州澎湖郡守
- 竹下康之：1920年9月-1923年11月
- 清水喜七：1923年11月-1924年12月
- 杉山靖憲：1924年12月-1926年7月

### 澎湖庁長
- 増永吉次郎：1926年7月-1928年9月
- 児玉魯一：1928年9月-1929年10月
- 大竹勇：1929年10月-1931年5月
- 本間善庫：1931年5月-1933年2月
- 大磐誠三：1933年2月-1935年9月
- 福元岩吉：1935年9月-1936年10月
- 林田正治：1936年11月-1939年1月
- 今田卓爾：1939年1月-1940年7月
- 鶴友彦：1940年7月-1941年6月
- 川添修平：1941年6月-1942年8月
- 大田政作：1942年8月-

## 医療
- 台湾総督府澎湖病院

## 法院（裁判所）
1945年当時

(審判の行うことの無かったものを「裁判所」とカウントしなかった)（沿革略）
- （無し）

## 警察
1945年当時
- 澎湖庁警務課
  - 馬公支庁
  - 望安支庁

## 気象
1942年当時
- 澎湖測候所

### 中等教育学校
- 澎湖庁立澎湖高等女学校

## 日本軍駐屯地
1936年の平時編制
- 澎湖島要塞司令部（馬公支庁）
- 馬公重砲兵連隊（馬公支庁）

## 道路
1939年当時

### 指定道路
- 馬公湖西道
- 湖西良文港道
- 馬公大案山道

## 港湾
1938年当時

### 主要地方港
- 馬公港

## 日本海軍
- 馬公要港部→馬公警備府→馬公特別根拠地隊

## 神社
- 澎湖神社